# Крюков (Тацинский район)
Крюков — хутор в Тацинском районе Ростовской области.
Входит в состав Скосырского сельского поселения.
Население 483 человека.

## География

### Улицы
| - ул. Зелёная, - ул. Ленина, - ул. Лесная, - ул. Луговая, - ул. Молодёжная, | - ул. Нечаева, - ул. Садовая, - ул. Школьная - пер. Речной. |

## Население
| 2010 |
| ---- |
| 483  |